# Roméo et Juliette (film, 1964)
Pour les articles homonymes, voir Roméo et Juliette (homonymie).
Pour plus de détails, voir Fiche technique et Distribution.
Roméo et Juliette (Romeo e Giulietta) est un film hispano-italien réalisé par Riccardo Freda et sorti en 1964. C'est une adaptation cinématographique de la pièce homonyme de William Shakespeare.

## Fiche technique
Sauf indication contraire, les informations mentionnées dans cette section peuvent être confirmées par la base de données cinématographiques IMDb,  présente dans la section « Liens externes ».
- Titre français : Roméo et Juliette[1]
- Titre original italien : Romeo e Giulietta[2] ou Giulietta e Romeo[3]
- Titre espagnol : Los amantes de Verona
- Réalisation : Riccardo Freda
- Assistant à la réalisation : Ruggero Deodato, José Luis Monter
- Scénario : Riccardo Freda d'après William Shakespeare
- Photographie : Gábor Pogány, Julio Ortas (version espagnole)
- Montage : Anna Amedei
- Musique : Bruno Nicolai
- Décors : Piero Filippone, Tedy Villalba
- Costumes : Rosalba Menichelli
- Trucages : Adolfo Ponte
- Production : Sergio Newman
- Sociétés de production : Imprecine, Hispamer Films
- Pays de production :  Italie -  Espagne
- Langue de tournage : italien
- Format : Couleur (Eastmancolor) - 2,35:1 - Son mono - 35 mm
- Durée : 95 minutes (1h35)[3]
- Genre : Drame romantique
- Dates de sortie :
  - Italie : 28 août 1964
  - France : 16 décembre 1966[1]
  - Espagne : 15 juillet 1968

## Distribution
- Geronimo Meynier : Roméo Montaigu
- Rosemarie Dexter : Juliette Capulet
- Andrea Bosic : Seigneur Capulet
- Umberto Raho : Frère Laurent
- Tony Soler : La nourrice
- Antonella Della Porta : Dame Capulet
- Carlos Estrada : Mercutio
- Franco Balducci : Benvolio
- German Grech : Tybalt
- José Marco : Comte Pâris
- Carlo D'Angelo : Le Prince de Vérone
- Mario De Simone : Pierre
- Antonio Gradoli : Seigneur Montaigu
- Elsa Vazzoler : Dame Montaigu
- Bruno Scipioni : Balthazar